# WCW Slamboree

Logo de WCW Slamboree.

Slamboree est un ancien évènement télédiffusé de catch visible uniquement en paiement à la séance produit par la World Championship Wrestling et organisé de 1993 à 2000 lors du mois de mai. Il était à l'origine promu comme « The Legends Reunion » (La Réunion des Légendes) parce que beaucoup d'ancien catcheurs retraités de la Jim Crockett Promotions assistaient au spectacle et à d'autres évènements prévus dans le week-end. Lors des trois premiers Slamboree, des introductions dans le WCW Hall of Fame été présentées. Ils inculaient aussi des matchs avec les légendes.

## Historique

### 1993
Slamboree 1993: A Legend's Reunion s'est déroulé le 23 mai 1993 à l’Omni Coliseum, à Atlanta (Géorgie). 
- Cérémonie d'introduction des légendes: Ole Anderson, The Assassin, Ox Baker, Red Bastein, James Blears, The Crusher, The Fabulous Moolah, Greg Gagne, Verne Gagne, Bob Geigle, Stu Hart, Magnum T.A., Bugsy McGraw, Don Owen, Dusty Rhodes, Grizzly Smith, Lou Thesz, John Tolos, Maurice Vachon, Johnny Valentine, Mr. Wrestling II
- 2 Cold Scorpio et Marcus Bagwell def. Bobby Eaton et Chris Benoit (9:22)
  - Scorpio a effectué le tombé sur Benoit.
- Sid Vicious def. Van Hammer (0:35)
  - Vicious a effectué le tombé sur Hammer.
- Dick Murdoch, Don Muraco, et Jimmy Snuka ont combattu Wahoo McDaniel, Blackjack Mulligan, et Jim Brunzell pour un match nul (9:06)
- Thunderbolt Patterson et Brad Armstrong def. Ivan Koloff et Baron Von Raschke (4:39)
  - Patterson a effectué le tombé sur Raschke.
- Dory Funk, Jr. (w/Gene Kiniski) a combattu Nick Bockwinkel (w/Verne Gagne) pour un match nul résultant de la limite de temps (15:00)
- Rick Rude et Paul Orndorff def. Dustin Rhodes et Kensuke Sasaki (9:25)
  - Rude a effectué le tombé sur Sasaki.
- Sting def. The Prisoner (5:16)
  - Sting a effectué le tombé sur Prisoner.
- Cérémonie d'introduction du WCW Hall of Fame : Lou Thesz, Mr. Wrestling II, Verne Gagne, Eddie Graham
- The Hollywood Blondes (Brian Pillman et Steve Austin) def. Dos Hombres (Ricky Steamboat et Tom Zenk) dans un Steel cage match pour conserver le WCW World Tag Team Championship (16:08)
  - Austin a effectué le tombé sur Zenk.
  - Zenk remplaçait Shane Douglas, qui a été viré par la WCW avant le PPV.
- Barry Windham def. Arn Anderson pour conserver le NWA World Heavyweight Championship (10:55)
  - Windham a effectué le tombé sur Anderson.
- Davey Boy Smith def. WCW World Heavyweight Champion Big Van Vader par disqualification (16:16)
  - Vader était disqualifié quand il frappait Smith avec une chaise, Vader conservait le titre.

### 1994
Slamboree 1994: A Legend's Reunion s'est déroulé le 22 mai 1994 au Philadelphia Civic Center de Philadelphie, Pennsylvanie.
- Dark match : Pretty Wonderful (Paul Orndorff et Paul Roma) def. Brian Armstrong et Brad Armstrong
- Introduction des légendes: Ole Anderson, Penny Banner, Red Bastein, Tully Blanchard, The Crusher, Don Curtis, Terry Funk, Verne Gagne, Hard Boiled Haggerty, Larry Hennig, Killer Kowalski, Ernie Ladd, Wahoo McDaniel, Angelo Mosca, Harley Race, Ray Stevens, Lou Thesz, Mr. Wrestling II, Tommy Young
- Steve Austin def. Johnny B. Badd pour conserver le WCW United States Championship (16:12)
  - Austin a effectué le tombé sur Badd.
- Terry Funk a combattu Tully Blanchard pour une double disqualification (7:15)
- Larry Zbyszko def. Lord Steven Regal (11:30)
  - Zbyszko a effectué le tombé sur Regal.
- Dustin Rhodes def. Bunkhouse Buck dans un Bullrope match (12:47)
  - Rhodes a effectué le tombé sur Buck.
- Ric Flair def. Barry Windham pour conserver le WCW World Heavyweight Championship (13:21)
  - Flair a effectué le tombé sur Windham.
- Introductions au WCW Hall of Fame : The Assassin, Ole Anderson, Harley Race, Ernie Ladd, The Crusher, Dick the Bruiser
- Cactus Jack et Kevin Sullivan def. The Nasty Boys (Brian Knobbs et Jerry Sags) (avec Dave Schultz en tant qu'arbitre spécial) dans un Broadstreet Bully match pour remporter le WCW World Tag Team Championship (9:56)
  - Cactus a effectué le tombé sur Sags.
- Sting def. Vader pour remporter le vacant WCW International World Heavyweight Championship (13:54)
  - Sting a effectué le tombé sur Vader.

### 1995
Slamboree 1995: A Legend's Reunion s'est déroulé le 21 mai 1995 au Bayfront Arena de St. Petersburg, Florida.
- Main Event match : The Blue Bloods (Lord Steven Regal et Earl Robert Eaton) def. Los Especialistas (Ricky Santana et Fidel Sierra (en)) (1:22)
- Main Event match : Steve Austin def. Eddie Jackie (1:00)
  - Austin a effectué le tombé sur Jackie.
- Main Event match : Sgt. Craig Pittman def. Mark Starr (2:02)
  - Pittman a fait abandonner Starr.
- Main Event match : Meng def. Brian Pillman (4:40)
  - Meng a effectué le tombé sur Pillman.
- The Nasty Boys (Brian Knobbs et Jerry Sags) def. Harlem Heat (Booker T et Stevie Ray) pour remporter le WCW World Tag Team Championship (10:52)
  - Sags a effectué le tombé sur Booker.
- Kevin Sullivan def. The Man With No Name (5:24)
  - Sullivan a effectué le tombé sur TMWNN.
- Wahoo McDaniel def. Dick Murdoch (6:18)
  - McDaniel a effectué le tombé sur Murdoch.
- The Great Muta def. Paul Orndorff pour conserver le IWGP World Heavyweight Championship (14:11)
  - Muta a effectué le tombé sur Orndorff.
- Arn Anderson def. Alex Wright pour conserver le WCW World Television Championship (11:36)
  - Anderson a effectué le tombé sur Wright.
- Meng a combattu Road Warrior Hawk pour un double décompte à l'extérieur (4:41)
- Introductions au WCW Hall of Fame : Wahoo McDaniel, Angelo Poffo, Terry Funk, Antonio Inoki, Dusty Rhodes, Gordon Solie, Big John Studd
- Sting def. Big Bubba Rogers (9:29)
  - Sting a fait abandonner Rogers.
- Hulk Hogan et Randy Savage def. Ric Flair et Vader (18:57)
  - Hogan a effectué le tombé sur Flair.

### 1996
Slamboree 1996: Lord of the Ring s'est déroulé le 19 mai 1996 au Riverside Centroplex de Bâton-Rouge, en Louisiane. Tous les matchs qui n'étaient pas pour des titres étaient par équipe et tirés au sort.
- Dark match : The American Males (Marcus Bagwell et Scotty Riggs) def. Shark et Maxx Muscle(2:39)
  - Riggs a effectué le tombé sur Shark.
- Road Warrior Animal et Booker T ont combattu Road Warrior Hawk et Lex Luger pour un double décompte à l'extérieur (6:54)
- The Public Enemy (Rocco Rock et Johnny Grunge) def. Chris Benoit et Kevin Sullivan (4:44)
  - Rock a effectué le tombé sur Benoit.
- Rick Steiner et The Booty Man def. Sgt. Craig Pittman et Scott Steiner (8:21)
  - Rick a effectué le tombé sur Pittman.
- VK Wallstreet et Jim Duggan def. The Blue Bloods (Lord Steven Regal et Squire David Taylor) (3:46)
  - Duggan a effectué le tombé sur Taylor.
- Dick Slater et Earl Robert Eaton def. Disco Inferno et Alex Wright (2:56)
  - Slater a effectué le tombé sur Disco.
- Diamond Dallas Page et The Barbarian def. Meng et Hugh Morrus (5:15)
  - Barbarian a effectué le tombé sur Morrus.
- Fire and Ice (Scott Norton et Ice Train) def. Big Bubba Rogers et Stevie Ray (3:32)
  - Rogers s'est fait porter le compte de trois.
- Ric Flair et Randy Savage (avec Woman et Miss Elizabeth) def. Arn Anderson et Eddie Guerrero (4:04)
  - Flair a effectué le tombé sur Guerrero.
- Dean Malenko def. Brad Armstrong pour conserver le WCW Cruiserweight Championship (8:29)
  - Malenko a effectué le tombé sur Armstrong.
- Dick Slater et Earl Robert Eaton def. VK Wallstreet et Jim Duggan (4:08)
  - Eaton a effectué le tombé sur Wallstreet.
- The Public Enemy (Rocco Rock et Johnny Grunge) def. Ric Flair et Randy Savage (avec Woman et Miss Elizabeth) par forfait (0:00)
- Diamond Dallas Page et The Barbarian def. Rick Steiner et The Booty Man (5:05)
  - Barbarian a effectué le tombé sur Booty Man.
- Konnan def. Jushin Liger pour conserver le WCW United States Championship (9:30)
  - Konnan a effectué le tombé sur Liger.
- Diamond Dallas Page a remporté une bataille royale comprenant: Big Bubba Rogers, Earl Robert Eaton, Ice Train, Scott Norton, Rocco Rock, Johnny Grunge et Dick Slater (9:33)
  - Page était couronné "Lord of the Ring" et décrochait une chance pour le WCW World Heavyweight Championship au Great American Bash.
- The Giant def. Sting pour conserver le WCW World Heavyweight Championship (10:41)
  - Giant a effectué le tombé sur Sting.

### 1997
Slamboree 1997 s'est déroulé le 18 mai 1997 au Independence Arena de Charlotte, Caroline du Nord.
- Dark match : Yuji Nagata def. Pat Tanaka (4:30)
  - Nagata a effectué le tombé sur Tanaka.
- Dark match : The Public Enemy (Rocco Rock et Johnny Grunge) def. Harlem Heat (Booker T et Stevie Ray) (6:00)
  - Grunge a effectué le tombé sur Booker.
- Steven Regal def. Último Dragón (w/Sonny Onoo) pour remporter le WCW World Television Championship (16:04)
  - Regal a fait abandonner Dragon sur le Regal Stretch.
- Madusa def. Luna Vachon (5:09)
  - Madusa a effectué le tombé sur Vachon avec une Bridging German Suplex.
- Rey Misterio, Jr. def. Yuji Yasuraoka (14:58)
  - Misterio a effectué le tombé sur Yasuraoka avec un Hurricanrana.
- Glacier def. Mortis (w/James Vandenberg) par disqualification (1:51)
  - Mortis était disqualifié quand Wrath attaquait Glacier.
- Dean Malenko def. Jeff Jarrett (w/Debra) pour conserver le WCW United States Championship (14:54)
  - Malenko a fait abandonner Jarrett sur une Texas Cloverleaf.
- Meng def. Chris Benoit (w/Woman) dans un Death match (14:54)
  - Meng l'emportait quand Benoit a abandonnait sur un Goozle.
- The Steiner Brothers (Rick et Scott) def. Konnan et Hugh Morrus (w/Jimmy Hart) (9:35)
  - Rick a effectué le tombé sur Morrus après que Scott lui a porté un Frankensteiner.
- Steve McMichael def. Reggie White (15:17)
  - McMichael a effectué le tombé sur White après l'avoir frappé avec une mallette.
- Ric Flair, Roddy Piper et Kevin Greene def. The nWo (Kevin Nash, Scott Hall et Syxx) (17:20)
  - Greene a effectué le tombé sur Syxx alors que Flair portait Hall dans le Figure Four et Piper lui une prise du sommeil sur Nash.

### 1998
Slamboree 1998 s'est déroulé le 17 mai 1998 au The Centrum de Worcester, Massachusetts.
- Fit Finlay def. Chris Benoit pour conserver le WCW World Television Championship (14:52)
  - Finlay a effectué le tombé sur Benoit après un Tombstone Piledriver.
- Lex Luger def. Brian Adams (5:05)
  - Luger a fait abandonner Adams sur le Torture Rack.
- Ciclope a remporté une bataille royale de Cruiserweight comprenant: Evan Karagias, Damián 666, El Dandy, El Grio, Juventud Guerrera, Chavo Guerrero, Jr., Marty Jannetty, Billy Kidman, Lenny Lane, Psicosis, Super Calo, Johnny Swinger, et Villano IV (8:27)
- Dean Malenko def. Chris Jericho pour remporter le WCW Cruiserweight Championship (7:02)
  - Malenko a fait abandonner Jericho sur une Texas Cloverleaf.
- Diamond Dallas Page def. Raven dans un Bowery Death match (14:35)
  - Page l'emportait quand Raven ne pouvait se relever avant le compte de dix de l'arbitre.
- Eddie Guerrero (w/Chavo Guerrero, Jr.) def. Último Dragón (11:09)
  - Eddie a effectué le tombé sur Dragon après un Frog Splash.
- Goldberg def. Saturn pour conserver le WCW United States Championship (7:01)
  - Goldberg a effectué le tombé sur Saturn après un Jackhammer.
- Eric Bischoff a défié Vince McMahon (propriétaire de la rivale WWF) le lundi précédent pour se ramener et catcher contre lui à Slamboree. Bischoff ordonnait ensuite à l'arbitre de lever ses bras.
- Bret Hart def. Randy Savage (avec Roddy Piper en tant qu'arbitre spécial) (16:38)
  - Hart a fait abandonner Savage sur le Sharpshooter.
- Sting et The Giant def. The Outsiders (Kevin Nash et Scott Hall) pour remporter le WCW World Tag Team Championship (14:46)
  - Giant a effectué le tombé sur Nash après que Hall s'est retourné contre lui en l'attaquant.

### 1999
Slamboree 1999 s'est déroulé le 9 mai 1999 au TWA Dome de St. Louis, Missouri.
- Dark match : Dale Torborg def. Johnny Swinger
- Raven et Saturn def. The Filthy Animals (Rey Misterio, Jr. et Billy Kidman) (c), et Dean Malenko et Chris Benoit (w/Arn Anderson) dans un Triangle match pour remporter le WCW World Tag Team Championship (17:28)
  - Raven a effectué le tombé sur Kidman après un Evenflow DDT.
- Konnan def. Stevie Ray (w/Vincent et Horace Hogan) (6:10)
  - Konnan a effectué le tombé sur Ray avec un roll-up après une intervention de Rey Misterio, Jr..
- Bam Bam Bigelow def. Brian Knobbs dans un match Hardcore (11:29)
  - Bigelow a effectué le tombé sur Knobbs après une Suplex à travers une table pour remporter le titre de "King of Hardcore".
- Rick Steiner def. Booker T pour remporter le WCW World Television Championship (11:08)
  - Steiner a effectué le tombé sur Booker après un Steiner Bulldog.
- Gorgeous George (w/Madusa, Miss Madness et Randy Savage) def. Charles Robinson (w/Asya et Ric Flair) (10:39)
  - George a effectué le tombé sur Robinson après un Flying Elbowdrop.
- Scott Steiner def. Buff Bagwell pour conserver le WCW United States Championship (7:11)
  - Steiner a fait abandonner Bagwell sur le Steiner Recliner.
  - Après le match, Rick Steiner venait et aidait Scott à attaquer Bagwell.
- Roddy Piper def. Ric Flair (w/Arn Anderson et Asya) par disqualification (12:10)
  - Flair à l'origine l'emportait par tombé, mais Eric Bischoff venait et disqualifiait Flair pour avoir frappé Piper avec un "objet international".
- Sting a combattu Goldberg pour un match nul (8:17)
  - Le match était déclaré comme nul après que Bret Hart venait et attaquait l'arbitre.
  - Après le match, The Steiner Brothers se rammenaient et attaquaient Sting et Goldberg.
- Kevin Nash def. Diamond Dallas Page pour remporter le WCW World Heavyweight Championship (16:45)
  - Nash a effectué le tombé sur Page après un Jacknife Powerbomb.

### 2000
Slamboree 2000 s'est déroulé le 7 mai 2000 au Kemper Arena de Kansas City. 
- Chris Candido (w/Tammy Lynn Sytch) def. The Artist (w/Paisley) pour conserver le WCW Cruiserweight Championship (7:59)
  - Candido a effectué le tombé sur The Artist après un Diving Headbutt.
- Terry Funk def. Norman Smiley et Ralphus dans un Handicap Hardcore match pour conserver le WCW Hardcore Championship (10:03)
  - Funk a effectué le tombé sur Smiley avec un petit paquet.
- Shawn Stasiak def. Curt Hennig (7:54)
  - Stasiak a effectué le tombé sur Hennig avec une Fisherman's Suplex.
- Scott Steiner (w/Midajah et Kim Kanner) def. Captain Rection pour conserver le WCW United States Championship (9:24)
  - Steiner a fait abandonner Rection sur le Steiner Recliner.
- Mike Awesome a combattu Kanyon pour un match nul (12:11)
  - Ce match était déclaré comme nul après que Kevin Nash, Billy Kidman, Vampiro, Chris Candido, Shane Douglas, Ric Flair, et Sting intervenaient tous dans le match.
- Lex Luger def. Buff Bagwell (9:30)
  - Luger a fait abandonner Bagwell sur le Torture Rack.
  - Après le match, Chuck Palumbo attaquait Luger et le portait dans le Torture Rack.
- Shane Douglas def. Ric Flair (8:46)
  - Douglas a effectué le tombé sur Flair après que David Flair l'a frappé avec une batte de baseball.
- Sting def. Vampiro (6:49)
  - Sting a effectué le tombé sur Vampiro après un Scorpion Deathdrop.
- Hulk Hogan (w/Horace Hogan) def. Billy Kidman (w/Torrie Wilson) (avec Eric Bischoff en tant qu'arbitre spécial) (13:31)
  - Hulk a effectué le tombé sur Kidman après que ce dernier a raté un splash et se retrouvait à travers une table.
- Jeff Jarrett def.David Arquette (c) et Diamond Dallas Page dans un Ready to Rumble Cage match pour remporter le WCW World Heavyweight Championship (15:30)
  - Jarrett décrochait la ceinture pour l'emporter.